# Google Messages
Google Messages (Zprávy Google) je aplikace pro zasílání textových zpráv vytvořená společností Google v roce 2014 a určená pro operační systémy Android a Wear OS. Od roku 2018 aplikace podporuje protokol Rich Communication Services (RCS) jako součást služby "chat features". V dubnu 2020 dosáhly Zprávy Google hranice jedné miliardy stažení, což může být způsobeno širokým rozšířením Rich Communication Services v mnoha zemích bez nutnosti podpory ze strany telekomunikačních operátorů.
Zprávy Google jsou oficiální univerzální platformou pro zasílání textových zpráv společnosti Google v rámci ekosystému Android. Od roku 2023 je RCS ve výchozím nastavení povolena v podporovaných zařízeních se systémem Android, podobně jako je tomu u iMessage v zařízeních Apple.

## Historie
Původní základní kódování pro aplikace zasílání textových zpráv bylo integrováno do systému Android v roce 2009. S vydáním Androidu 5.0 Lollipop v roce 2014 byly Zprávy Android vydány jako samostatná, na Androidu nezávislá aplikace a zároveň nahradily Google Hangouts jako výchozí aplikaci pro SMS v telefonech Google Nexus.
V roce 2018 Google převzal zprávy RCS a zabudoval je do aplikace Zprávy Google, aby bylo možné posílat větší datové soubory, synchronizovat je s jinými aplikacemi a dokonce vytvářet hromadné zprávy. Jednalo se o přípravu na spuštění webové verze oznámení.
V prosinci 2019 společnost Google zavedla podporu zpráv RCS v USA, Velké Británii, Francii a Mexiku, následovalo širší rozšíření během pandemie COVID-19 v Itálii, Singapuru, Portugalsku, Argentině, Pákistánu, Polsku a Turecku a v listopadu 2020 společnost Google oznámila, že dokončila globální zavádění funkcí zpráv RCS.
Zpočátku aplikace koncové šifrování nepodporovala, ale v listopadu 2020 společnost Google oznámila, že koncové šifrování bude pro uživatele zavedeno počínaje beta testery tento měsíc. Podle tohoto oznámení budou všechny konverzace založené na RCS mezi uživateli aplikace Zprávy Google ve výchozím nastavení šifrovány koncovým šifrováním pomocí protokolu Signal, začíná konverzacemi jeden na jednoho.

## Funkce
- Aplikace podporuje služby Rich Communication Services pomocí serverů Jibe, které využívají univerzální profil RCS[10] a jsou uživatelům nabízeny jako "chat feautures". Má také integraci s aplikací Duo[11] pro videohovory společnosti Google. Zprávy Google jsou k dispozici také online, což umožňuje odesílat a přijímat zprávy nejen z aplikace. Tato funkce vyžaduje přenos dat přes mobilní síť.
- Přístup k chatbotu Gemini na vybraných zařízeních Pixel a Galaxy.[12]
- Těsná integrace s ekosystémem Google, jako je Kalendář Google, Meet, Mapy, YouTube, Fotky, Kontakty, Vyhledávání Google, Asistent Google atd.